# Marc Rugenera
 (octobre 2010).
 (juillet 2014).
Marc Rugenera, né le 24 juillet 1954, est un homme politique rwandais.

## Biographie

### Formation
Marc Rugenera est licencié en sciences commerciales, financières et ingénieur commercial de l'Institut catholique des hautes études commerciales (ICHEC) de Bruxelles (1980).

### Carrière
De 1992 à 1997, il occupe le poste de ministre des Finances du Rwanda. 
Entre 1997 et 2000, il est ministre du Commerce, de l'Industrie et du Tourisme.
En 2000, il quitte le gouvernement et est depuis administrateur directeur général de Radiant Insurance Company. 
Il est actuellement le vice-président du Parti social-démocrate (PSD). 